# Hundt (Adelsgeschlecht)

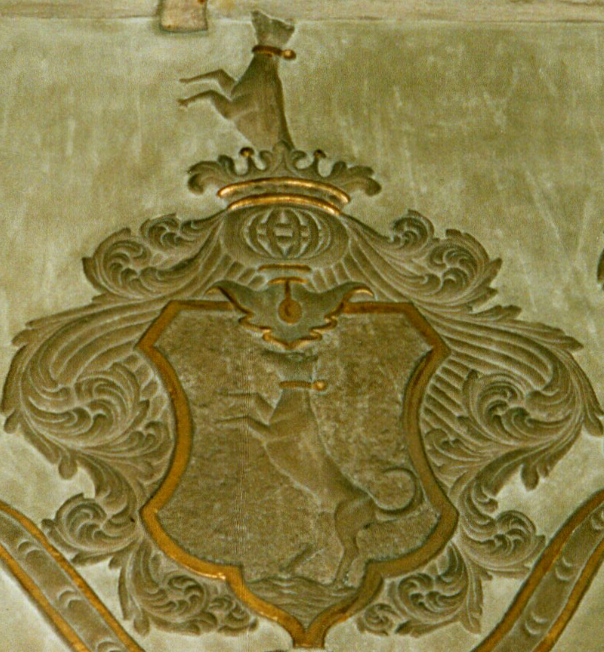
Wappen der Hundt zu Thumsenreuth

Die Familie von Hundt von Thumsenreuth war eine Adelsfamilie, die ihren Stammsitz in Thumsenreuth, einer Gemeinde von Krummennaab im oberpfälzischen Landkreis Tirschenreuth, hatte. Das Landsassengut Thumsenreuth erwarb Hans Jakob von Hundt 1611/14 von Hans Caspar Marschalk von Kienast. Darüber hinaus besaß diese Linie auch das oberpfälzische Gut in Püchersreuth. Diese Linie ist vermutlich vor 1700 im Mannesstamm erloschen und wohl mit dem Tod der Maria Barbara von Neuhaus, geborene Hundt, 1733 ausgestorben.

## Abstammung
Die Abstammung der auf Thumsenreuth ansässigen Herren von Hundt ist nicht eindeutig geklärt. Wilhelm Liebhart listet in seinem Artikel über die Hundt zu Lautterbach die Besitzungen zu Thumsenreuth unter denen der Hundt zu Lautterbach. Gegen eine Verbindung zu den Hund zu Lautterbach spricht sich jedoch Friedrich Hektor von Hundt in seiner Publikation Wappen und Stammen der Grafen Hundt von Lauterbach im Bezirksamte Dachau aus. Für eine Abstammung von den hessischen Hundt (oder Hund), die ihren Sitz im hessischen Kirchberg bei Kassel hatten, spricht die Wappenähnlichkeit. Während die Hundt zu Lautterbach in Rot zwei mit einem schwarzen Balken belegte silberne halbe Flüge zeigt, zeigt das Wappen der hessischen Hundt in Rot einen silbernen springenden Hund, was dem Thumsenreuther Wappen (in Rot ein schwarzer springender Hund, ebenso die Helmzier) ähnelt. Auch eine Abstammung von den Hund von Saulheim kann nicht ausgeschlossen werden. Auch bei den Hund von Saulheim gab es, wie bei den Hundt von Thumsreuth, einen Johann Christoph (* im 16. Jahrhundert; † Februar 1624). Dessen Schwester Katharina Hund von Saulheim heiratete Reinhard von Sickingen (1545–1607), den Enkel des berühmten Franz von Sickingen. Franz von Sickingens jüngster Sohn, Franz Conrad von Sickingen (1511–1574) war kurpfälzischer Marschall, Vitztum von Amberg und kaiserlicher Reichshof- und Reichskriegsrat, was ihn in die Oberpfalz brachte. Der Vater des Saulheimer Johann Christoph hieß Jakob Hundt, so wie auch der Vater des Thumsenreuther Johann Christoph. Denkbar wäre demnach, dass Johann Jakob Hundt von Thumsenreuth der Bruder des Johann Christoph Hundt von Saulheim war. Das Wappen hingegen spricht sich gegen diese Theorie aus.

Am wahrscheinlichsten ist die Abstammungstheorie von den Hund von Wenkheim. Diese Theorie stützt sich nicht nur auf einen Personenregistereintrag für einen Hans Jakob Hundt von Wenkheim in der Zeit zwischen 1555 und 1579, der Pate des Johann Philipp von Gebsattel (Bischof von Bamberg), sondern auch auf einem Ehevermerk, der die Familienzusammengehörigkeit verdeutlicht. Bei einer erfolglosen Kauf- und Tauschverhandlung bezüglich des Ritterguts Bergtheim (Gutenstetten) zwischen Joachim Christoph von Seckendorff zu Ullstadt und dem Nürnberger Rittmeister Hans Jacob Hundt vom 1. Mai 1614 wird auch dessen Ehefrau genannt. Hans Jakobs Ehefrau war „Frau Maria Salome, geborene Wenkheimb“. Somit ist mit hoher Wahrscheinlichkeit belegt, dass der Nürnberger Rittmeister Johann Jacob Hundt zu Thumsenreuth und der Nürnberger Rittmeister Johann Jacob Hundt von Wenkheim eine identische Person ist. Zwar spricht auch in diesem Fall die Heraldik gegen diese Theorie (das Wappen der Hund von Wenkheim zeigt in Rot einen silbernen nach rechts gerichteten gezäumten Rossrumpf, ebenso die Helmzier), doch kann als Zeichen einer eigenständigen Linie das Wappen durchaus geändert worden sein.

## Geschichte
1611/14 kaufte Hans Jakob von Hundt das Landsassengut Thumsenreuth von Hans Caspar Marschalk von Kienast, welches dieser selbst nur kurz zuvor von Hans Georg Schlaher erworben hatte. 1640/42 überfallen die Brüder Wolf Ernst und Hans Christoph Hundt zu Thumsenreuth und Wolfgang Wilhelm von Podewils zu Wildenreuth den Feldscher und Leutnant Hans Ludwig Crammer von Tachau (Tachov) beziehungsweise Waidhaus auf der Nürnberger Straße. Es finden sich auch Klagen/Untersuchungen über uneheliche Kinder des Wolf Ernst und seines Bruders Hans Gottfried.

### Thumsenreuth

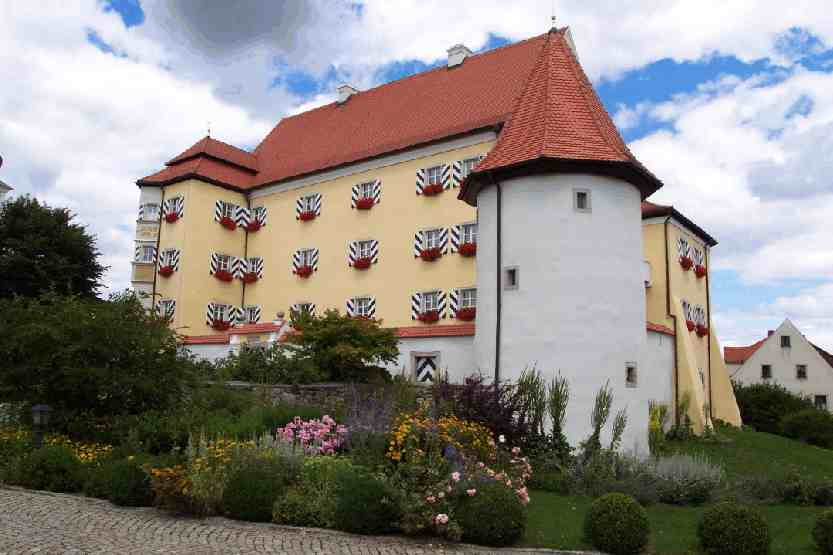
Schloss Thumsenreuth

Das Schloss Thumsenreuth in der Oberpfalz hatte im dritten Viertel des 16. Jahrhunderts bereits eine ähnliche Gestalt wie heute. Dies beweist eine Miniaturansicht auf einer aus dieser Zeit stammenden Karte, die im Staatsarchiv Amberg aufbewahrt wird. Christoph Notthafft, der 1586 in den Besitz von Thumsenreuth kam, ließ das Schloss noch im selben Jahr renovieren und mit einem Erker schmücken. Dieser trägt sein Familienwappen sowie die Wappen seiner beiden Ehefrauen Dorothea von Biberern und Martha von Seckendorff. Zwischen 1614 und 1653, in einer Übergangsphase verschiedener Besitzer, sind die von Hundt auf Schloss Thumsenreuth in Erscheinung getreten:
1. Hans Jakob Hundt von Thumsenreuth erwarb 1611/14 Thumsenreuth von Hans Caspar Marschalk.[9] Als Rittmeister im Dreißigjährigen Krieg war er zunächst im Dienst der Reichsstadt Nürnberg, dann seines kurpfälzischen Landesherrn und schließlich auf der Seite der Schweden. Er war Anführer der Kompanie Hundt 1620. 1621 verteidigte er Cham gegen die Bayern, musste aber kapitulieren. Er starb nach 1632.[10] Als Söhne von ihm sind belegt:
  1. Wolf Ernst Hundt von Thumsenreuth ((1640/42 belegt durch einen Überfall gemeinsam mit seinem Bruder Johann Christoph[11]) und durch eine Heirat 1649 namentlich belegt)
  2. Johann Christoph von Hundt auf Thumsenreuth († 1662) ⚭(1656) Maria Elisabeth von Saurzapf (* 25. März 1629 in Regensburg, †  26. Februar 1702 in Pappenheim)
    1. Maria Barbara (*  25. Mai 1661 auf Schloss Pillmersried, † 1733) ⚭(Jan. 1680) Freiherr Franz Carl von Neuhaus auf Höfen (* 1651, †  18. August 1684).
      1. Vier Kinder (alle im Kindesalter noch vor 1687 verstorben).[12]

  3. Hans Gottfried von Hundt auf Thumsenreuth (urkundlich durch Erbvergleich)[13]
  4. Anna Elisabeth von Sazenhofen auf Püchersreuth (urkundlich durch Erbvergleich)[14]
  5. Georg Sigmund von Hundt auf Thumsenreuth (Untersuchung wegen unehelicher Kinder des Hans Gottfried, des Wolf Ernst und des vorgenannten)[15]

Thumsenreuth ging an die Söhne des Jakob von Hundt über, die das Gut 1653 an den damals in schwedischen Diensten stehenden Ernst Odowalsky (von Streitberg)
verkauften. Seit 1661 befindet sich das Gut bis heute in den Händen der mit den Hundt verwandten Freiherren von Lindenfels.

### Püchersreuth

Toreinfahrt ins Neue Schloss in Püchersreuth

Im oberpfälzischen Püchersreuth gibt es ein Altes und ein Neues Schloss. Während das Alte Schloss nur noch in verbauten Resten vorhanden ist, prägt das Neue Schloss den Ortskern. Der Besitz der Familie von Hundt in Püchersreuth wird mit dem Zeitraum 1663–1748 angegeben. Zwei Doppelwappen Hundt/Sparneck weisen am Neuen Schloss und am Altar in der unteren Kirche auf die gemeinsame Verwaltung (Kondominat) des Landsassengutes durch die beiden Familien hin, die vermutlich eine Folge gemeinsamer Erbgänge war. Außerdem befinden sich in der Kirche mehrere Grabsteine verwandter Personen mit weiteren Wappendarstellungen.
Folgende Personen der Familie von Hundt sind in Püchersreuth bekannt:
- Hans Gottfried Hundt auf Püchersreuth, kurbayrischer Dragonerhauptmann, mit 47 Jahren 1670 gestorben und seine Frau Maria Cordula, geborene von Lindenfels, 1708 mit 68 Jahren verstorben, mit den Kindern Anna Maria Salome Hundt, gestorben 1668 mit 24 Jahren und Hans Ernst und Hans Gottfried Bernhard Hundt, 1665 und 1670 in der Wiege verstorben (laut Grabsteinen).

### Verwandtschaft mit der Familie von Sparneck
Die Familie von Sparneck hat ihrem Namen von ihrem Stammgebiet um den Ort Sparneck (Landkreis Hof). In der Spätzeit des Geschlechtes wurden sie nach der Zerstörung vieler ihrer Burgen 1523 durch den Schwäbischen Bund in die heutige Oberpfalz nach Reuth, Püchersreuth und Guttenthau abgedrängt und hatten dort noch einmal eine Blütezeit. Die Folgen des Raubrittertums, vor allem die Unterstützung des Hans Thomas von Absberg, überstand letztlich nur die Weißdorfer Linie der Sparnecker. Die Sparnecker erwarben dort ihren Teil am Landsassengut 1702 von der Familie von Gravenreuth und verkauften ihn 1738 an Georg Joseph von Boslarn. Während die Familien Hundt und Sparneck Püchersreuth gemeinsam besaßen, fanden rege Bautätigkeiten am Neuen Schloss und an der Kirche statt. Es wurde auch ein neuer Altar gestiftet. Das Geschlecht ist kurz danach 1744 im Mannesstamm ausgestorben.
Bislang können als tatsächliche Bewohner auf Püchersreuth nur Hans Christoph Erdmann (1675–1725) von Sparneck und seine Familie, z. B. sein Sohn Lothar Franz Ferdinand († 1735) nachgewiesen werden. Als Altarstifter von 1724 wird öfter auf einen Christian Joseph von Sparneck hingewiesen, beim Vornamen ist eine Namensverwechslung wahrscheinlich.
Neben der gemeinsamen Verwaltung des Landsassengutes Püchersreuth besiegelten die Familien von Hundt und von Sparneck ihr gemeinsames Streben auch mit Verheiratungen. So wird als Patin 1675 Anna Barbara Hundt, geborene von Sparneck zu Seisenhof genannt und 1649 ist die Heirat der Anna Katharine von Sparneck mit Wolf Ernst Hundt von Thumsenreuth belegt. In der Püchersreuther Kirche befindet sich der Grabstein von Magdalena Margaretha, die von 1654 bis 1732 lebte. Sie ist als Tochter aus der Ehe eines von Hundt mit einer von Sparneck hervorgegangen und wurde zu Thumsenreuth geboren.
(Inschrift auf dem Epitaph der Magdalena Margaretha: „DIE HOCH.WOHL. GEBOHRNE / FRAULEIN FRAULEIN MAGDALENA / MARGARETHA HUNDIN IST GEBOHRN / ZU TUMBSENREUTH DEN : 18 : IANUARH . / . 1654 . / GESTORBEN ZU PICHERSREÜTH DEN 5. / FEBR. 1732 . ALT 78 . IAHR ZWEI WOCH- / EN FÜNF TAG . GOTT / SEÜ IHR UND UNS / ALEN GNAEDIG“)

## Wappen
Das Wappen zeigt einen springenden schwarzen Hund auf rotem Untergrund.
Das heutige Gemeindewappen von Püchersreuth erinnert an die Herrschaft derer von Hundt über das Landsassengut Püchersreuth. Es zeigt einen roten Hund mit goldenem Halsband auf silbernem Grund. Das rote Gitter darunter ist ein Hinweis auf den Waldsassener Abt Nikolaus III. Eppenreither (1417–1433), der aus dem Ortsteil Eppenreuth stammt. Die Farbgebung rot und silber unterstreicht den früheren Einfluss des Klosters Waldsassen auf Püchersreuth.

Ausschnitt mit Wappen aus dem Epitaph der Magdalene Margaretha Hundt in der unteren Kirche von Püchersreuth
Allianzwappen Sparneck – Hundt (am Altar in Püchersreuth)
Heutiges Wappen der Gemeinde Püchersreuth
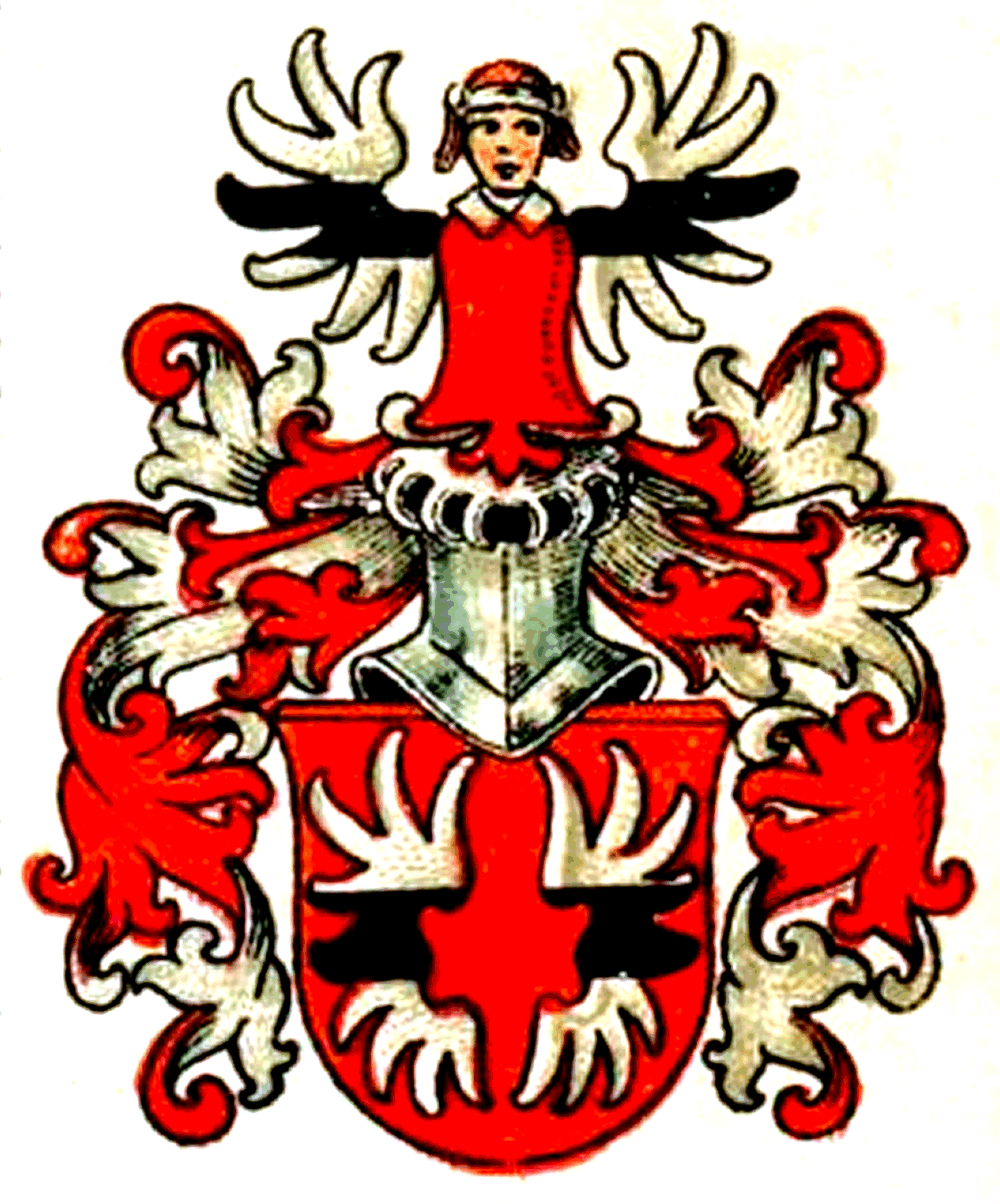
Stammwappen der Hundt zu Lautterbach
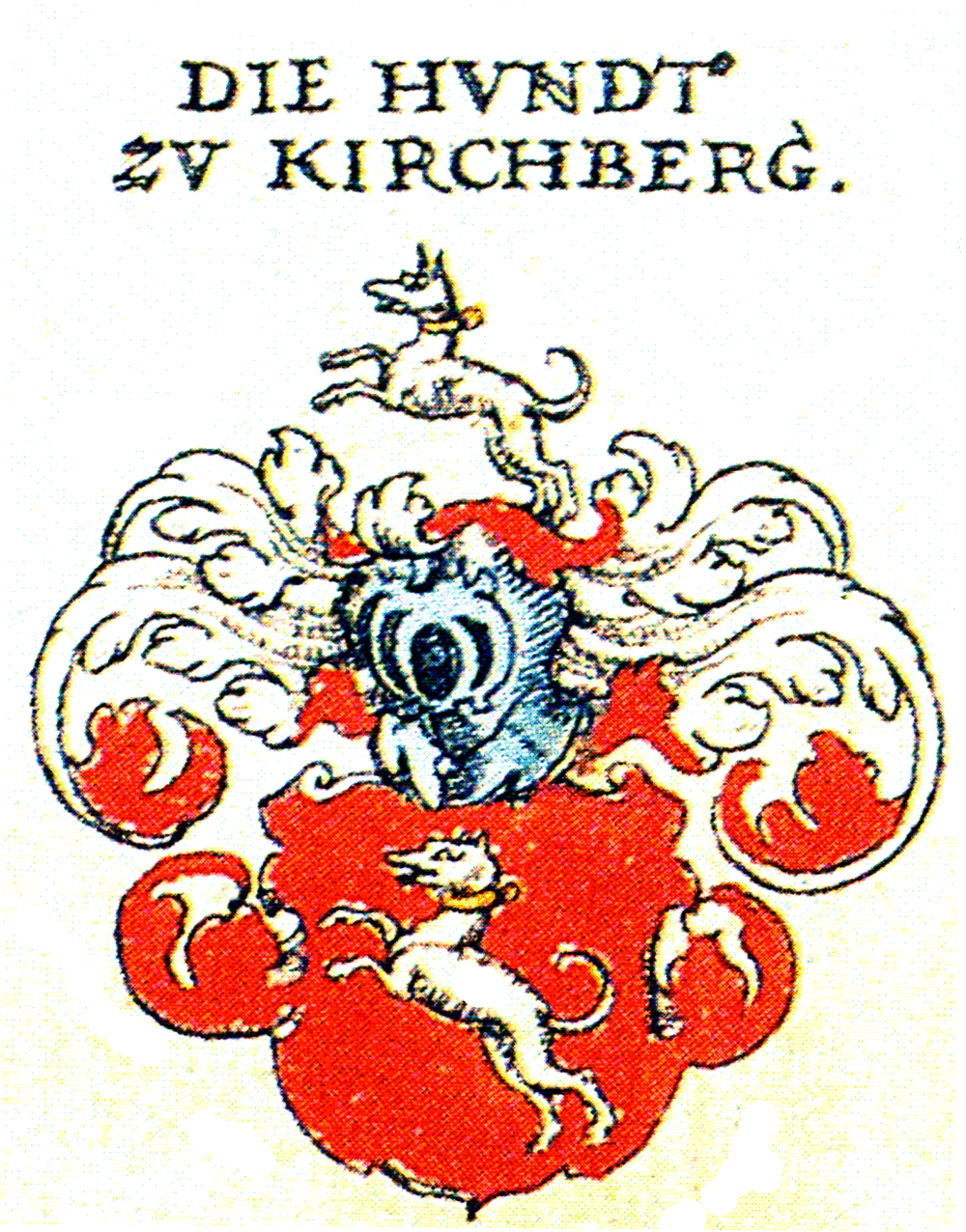
Wappen der Hundt zu Kirchberg